# ポロシエ
ポロシエ（ロシア語: Поросье）とは、ステューフナ川とローシ川の間の地域を指す、キエフ・ルーシ期の歴史的地域区分である。家畜のための肥沃な牧草地帯であり、また南部からキエフへの侵入を防ぐための、軍事的入植地が構築された地域でもあった。
（留意事項）「ポリーシャ」は、各国語表記とその日本語表記によっては本頁のポロシエと名称が類似するが、両者は別の地域である。
ポロシエ地域への最初の移民は、ポリャーネ族とドゥレーブィ族である可能性が高い。しかし遊牧民・ペチェネグ族の到来により、ポリャーネ族はより北方へと追いやられた。キエフ大公ウラジーミル1世はこれらの遊牧民と戦い、ポロシエに最初の軍事的入植地であるロデニの建設に着手した。また、キエフ南方のこの地域への進出には、ヤロスラフ1世が最も積極的に取り組んだ。ヤロスラフは多くの軍事的入植地（沿ローシ川防衛線）を建設し、チョールヌィエ・クロブキ（オグズ族、トルク族、ベレンデイ族等の遊牧民の総称）の地に、リャフ人(ru)などを移住させた。
11世紀末から、ポロヴェツ族の侵入が始まり、ポロシエの大部分はポロヴェツ族の領域となった。しかし12世紀初頭からは再びルーシ側の勢力が優位に立ち、新たな軍事的入植地が築かれた。年代記には、中心的都市であったトルチェスクをはじめ、ユーリエフ（現ビーラ・ツェールクヴァ）、ヴァシリエフ（現ヴァスィリキーウ）、トレポリ（現トリピーッリャ）、ウラセン、ヴァリン、スヴャトポルチ、ハレパ、ミハイロフ、ザルブ、カネフ（現カニウ）、ロストヴェツ、ヤチン、ヴォロダレフ（現ヴォロダルカ）、ボロヴォエという街の名前が記されている。